# Internationaal Vakverbond (1913-1945)
Het Internationaal Vakverbond (IVV), in het Engels International Federation of Trade Unions (IFTU), in het Frans Fédération syndicale internationale (FSI), was een internationale koepel van vakbonden die aanleunden bij de sociaaldemocratische partijen. Sinds zijn heroprichting in 1919 stond het ook bekend als de Internationale van Amsterdam.

## Historiek
Het IVV werd in 1913 opgericht als opvolger van het Internationaal Secretariaat der Nationale Vakcentrales (IS) op een congres te Zürich. De eerste voorzitter was de Duitser Carl Legien. De beweging leunde sterk aan bij de Tweede Internationale, maar omvatte zowel sociaaldemocratische als eerder syndicalistisch georiënteerde vakbonden. 
Het IVV was aan de vooravond van de Eerste Wereldoorlog uitgegroeid tot een sterk uitgebouwde organisatie/ Het omvatte 13 nationale vakbondsorganisaties, die samen 7,4 miljoen leden vertegenwoordigden. Het secretariaat telde  12 voltijdse werknemers.
Bij het uitbreken van de Eerste Wereldoorlog vielen de activiteiten van het IVV stil doordat de meeste vakbonden de oorlogsinspanningen van hun eigen land steunden. De publicatie van Correspondance Syndicale stopgezet. Wel werd er enerzijds een verbindingsbureau opgericht te Amsterdam en anderzijds een correspondentiebureau te Parijs. Het bureau te Parijs werd geleid door Léon Jouhaux en dat te Amsterdam door Jan Oudegeest.
De oprichting van de Internationale Arbeidsorganisatie door de Vredesconferentie van Parijs (1919) zette de vakbonden aan om het IVV nieuw leven in de blazen. Dat gebeurde formeel in juli 1919 werd op een congres in Amsterdam. De Brit William Appleton voorzitter, vice-voorzitters werden de Fransman Leon Jouhaux en de Belg Corneel Mertens. Het algemeen secretariaat van de organisatie werd vanaf 1919 gevormd door de Nederlanders Edo Fimmen en Jan Oudegeest, met hoofdzetel te Amsterdam.
Het congres van Amsterdam sprak zich, op voorstel van Oudegeest, uitdrukkelijk uit voor het socialisme uit. Dat was de reden waarom de Amerikaanse vakbondsfederatie AFL, die aan het congres had deelgenomen had, niet toetrad. In de praktijk kwamen alle aangesloten organisaties uit Europa. 
In 1920 werd Appleton als voorzitter opgevolgd door zijn landgenoot Jimmy Thomas. Vanaf 1922 vervoegde de Brit John Brown en de Duitser Johannes Sassenbach het algemeen secretariaat. Eveneens in 1922 werd de Duitser Theodor Leipart aangesteld als ondervoorzitter. Het IVV ondervond in deze periode de gevolgen van de monetaire crisis in Europa en zag het ledenaantal dalen met bijna 1/3de. In 1923 trad Edo Fimmen terug als secretaris, hij werd niet vervangen.
In 1924 volgde de Brit Alf Purcell Thomas op als voorzitter. De TUC pleitte omstreeks deze periode voor een toetreding van de Sovjet-vakbeweging. In februari 1925 werd er vervolgens door de TUC de All Central Council of Trade Unions (AUCCTU) opgericht. Nadat het minderheidskabinet van MacDonald in Groot-Brittannië ten val kwam, raakte de TUC in een hevige strijd verwikkeld met de nieuwe conservatieve regering met als apotheose een twee weken durende algemene staking die startte op 4 mei 1926.
In 1927 volgde de Brit Walter Citrine Purcell op als voorzitter en namen Oudegeest en Brown ontslag als secretaris, zij werden niet vervangen. Eveneens in 1927 werden de Deen Carl Madsen en de Tsjech Rudolf Tayerlé bijkomend aangesteld als ondervoorzitters. In 1928 werd Madsen opgevolgd door zijn landgenoot Hans Jacobsen in deze functie. In 1931 werd Sassenbach als algemeen secretaris opgevolgd door de Belg Walter Schevenels.
Op 1 juli 1931 werd het hoofdkantoor verplaatst naar het Hansahaus in de Köpernickerstraẞe te Berlijn. 24 maanden later, in april 1933, werd dat ontruimd als gevolg van de machtsovername door de nazi's. De nieuwe zetel werd Parijs. 
Bij het uitbreken van de Tweede Wereldoorlog (1939) werd de hoofdzetel verplaatst naar Londen. Tijdens de oorlog hield het IVV in feite op te bestaan en ontfermde de Britse vakcentrale TUC zich over het secretariaat. 
In 1945 werd het IVV formeel ontbonden en traden de aangesloten organisaties toe tot het nieuwe Wereldvakverbond. Twee jaar later zouden de meeste onder hen het Internationaal Verbond van Vrije Vakverenigingen oprichten.

## Structuur

### Bestuur
| Tijdspanne  | Voorzitter              |
| ----------- | ----------------------- |
| 1913 - 1919 | Carl Legien (GGD)       |
| 1919 - 1920 | William Appleton (GFTU) |
| 1920 - 1924 | Jimmy Thomas (TUC)      |
| 1924 - 1927 | Alf Purcell (TUC)       |
| 1928 - 1945 | Walter Citrine (TUC)    |

| Tijdspanne  | Algemeen secretaris                                                              |
| ----------- | -------------------------------------------------------------------------------- |
| 1919 - 1922 | Edo Fimmen (NVV) Jan Oudegeest (NVV)                                             |
| 1922 - 1923 | Edo Fimmen (NVV) Jan Oudegeest (NVV) Johannes Sassenbach (ADGB) John Brown (TUC) |
| 1923 - 1927 | Jan Oudegeest (NVV) Johannes Sassenbach (ADGB) John Brown (TUC)                  |
| 1927 - 1931 | Johannes Sassenbach (ADGB)                                                       |
| 1931 - 1945 | Walter Schevenels (BVV)                                                          |